# 養蜂

蜜を採取した様子を描いたアラニア洞窟の洞窟壁画（紀元前15000年頃）

養蜂（ようほう）とは、蜂蜜あるいは蜜蝋や花粉をとるためにミツバチを飼育することである。また、虫媒により、農作物の受粉を確実にするためにも使われる。
従事する人間を養蜂家と呼ぶ。
国際連合は、18世紀のスロベニアの養蜂家アントン・ヤンシャの誕生日に合わせて、5月20日を世界ミツバチの日（World Bee Day）としている。

## 歴史

### 先史・古代
ローマ神話によれば、人間に養蜂を教えたのはアリスタイオスである。蜂蜜と人類の関わりは古く、蜂の歴史を研究しているエバ・クレーンの研究によれば、1万年前には既に採蜜が始まっていた。その証拠にスペインのアラニア洞窟で発見された紀元前1万5千年頃の洞窟壁画に蜂の巣から蜜を取る女性の姿が描かれている。壁画からは燻煙を使って蜂を不活性化する方法を使っていたことも伺われる。メソポタミア文明の楔形文字にも蜂蜜に関することがらが記載され、古代エジプトの壁画に養蜂の様子が描かれている。ミケーネ文明遺跡から出土した粘土板に刻まれたミケーネ文字にも蜂飼いに関する記述が見られる。
古代ギリシアの哲学者アリストテレスは著書『動物誌』にて、養蜂について記述している。そこでは、ミツバチが集める蜜は花の分泌物ではなく、花の中にたまった露であると述べている。当時の養蜂は、うろに野生の蜂の巣が作られている木を見つけ、うろの部分を切り出し家の近くに持ち帰り、夏の初めと終わりに蜂蜜を収穫するというものだった。蜂を眠らせるには布切れを燻らせたり、漏斗（じょうご）型の壺から牛の陰嚢や樹脂、香草を燻らせた煙を吹きかけたりした。
ローマ時代には蜂が狭い場所に巣を作る習慣を利用し、天然の環境を模した巣箱（養蜂箱）が使われるようになった。各地で色々な素材の巣箱が使われたが、ステップ地方の遊牧民が考案した持ち運びに便利な編み藁製の巣箱は西ヨーロッパにまで広まった。
民族大移動以後、養蜂は一時的に途絶えてしまったが、カール大帝は農家に養蜂を奨励し、同時に養蜂による産物を蜂蜜税として物納させた。
中世ヨーロッパでは、照明用のロウソクの原料である蜜蝋をとるために、キリスト教修道院などで養蜂が盛んに行われた。蜂蜜税による養蜂の統制は封建制の特権の一つとなった。養蜂は主従の誓いを立てた「アヴィレオール」「ビグル」などと呼ばれる森番が行い、密猟は厳しく罰せられた。
中南米では、ヨーロッパの影響を受ける前からトリゴナ、メリポナなどの蜂を使った養蜂が行われていた。

### 日本養蜂史
日本における養蜂についての記述の始まりは、『日本書紀』『大日本農史』等によれば皇極天皇2年（643年）である。「是歳、百済の太子余豊、蜜蜂の房四枚を以て、三輪山に放ち養ふ。而して終に蕃息らず。」（倭国の人質として来た百済の王子・豊璋が、三輪山で蜜蜂を放して養蜂を試みたが、失敗したという記述である）。
平安時代には宮中への献上品の中に蜂蜜の記録がある。その末期には『今鏡』『今昔物語』でハチが飼われている記述がされており、それをニホンミツバチとする説もあるが、定かではない。江戸時代には巣箱を用いた養蜂が始まったとされる。明治時代に入り、西洋種のミツバチが輸入され近代的な養蜂器具が使われるようになり、養蜂が盛んになった。ちなみに、日本初の西洋種飼養は1877年に東京の新宿試験場（現在の新宿御苑）で行われたとされている。
太平洋戦争終戦後は、高度成長期に郊外開発が進んだ影響や、養蜂家の高齢化に伴い、1979年をピークに都市部周辺農家の廃業や転業が相次いだ。また、関税が大幅に引き下げられたり、2003年に合意した対メキシコ自由貿易協定（FTA）にて蜂蜜関税が撤廃され安価な輸入品が急増したため、日本国内の養蜂産業は1980年代から2000年代にかけて次第に衰えた。だが、天敵が少ない都心のビル屋上などに巣箱を置き、公園や皇居の花から蜜を集めて蜂蜜をつくる「都市養蜂」が東京などで行なわれ始めたことや、国産はちみつが見直され、国民に養蜂への関心が再び高まり始めたことから、ミツバチの飼育戸数は、2010年代以降は再び盛り返し、1970年代水準までV字回復を遂げている。

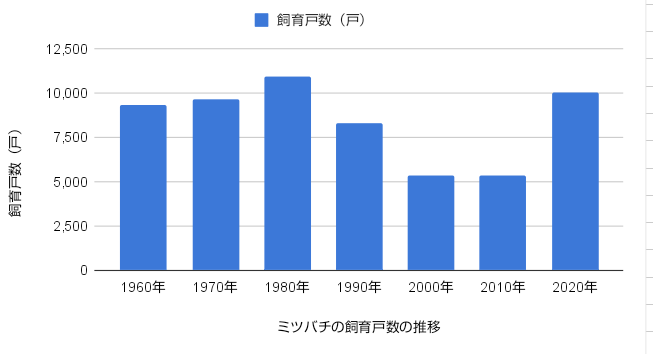
ミツバチの飼育戸数の推移

### 近代養蜂

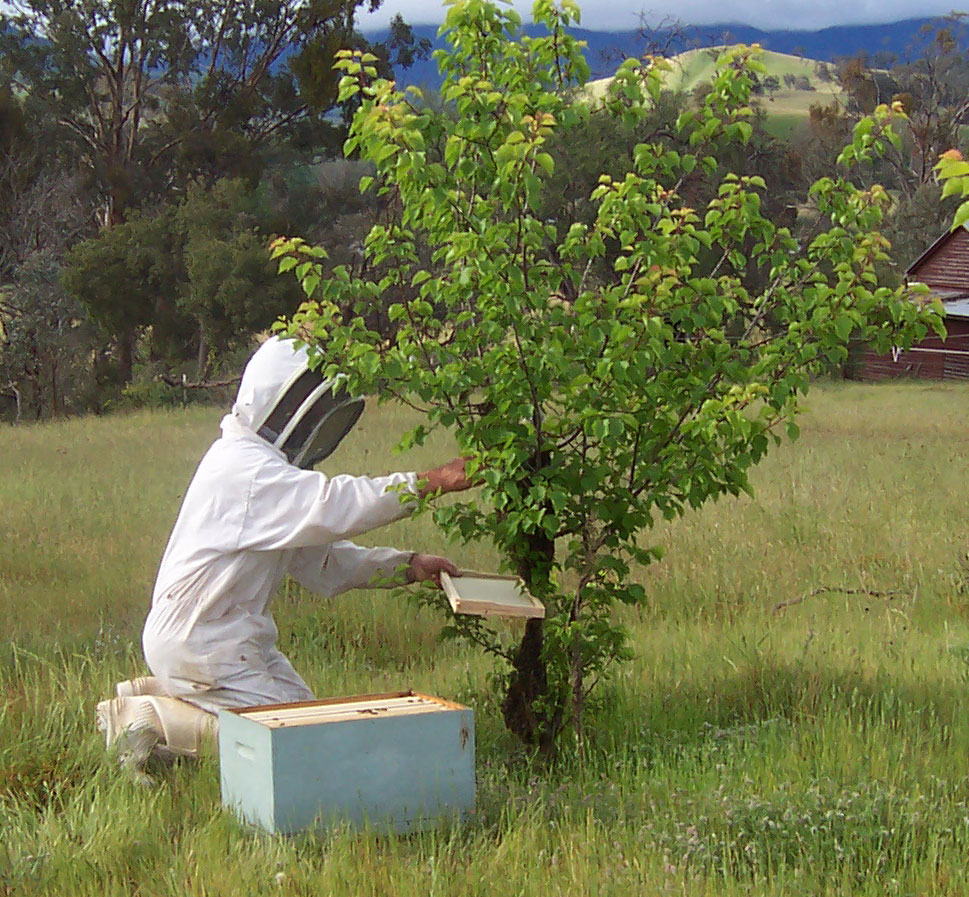
ミツバチを採集する養蜂家

古代から中世にかけての養蜂では、蜂蜜を得るには蜂の巣を壊して巣板の一部を取り出すしかなく、それによって飼育コロニーは壊滅する可能性があった。1669年以前から使われていたと考えられるギリシャの伝統的な巣箱では、ミツバチを殺すことを回避できるようになっていた。1768/1770年にThomas Wildman は可動式巣枠を説明しており、ミツバチを殺さず管理できる手法を予見している。
1853年、アメリカ合衆国のラングストロス (L. L. Langstroth) が自著『巣とミツバチ』"The Hive and the Honey Bee"において、継続的にミツバチを飼育する技術である近代養蜂を開発した。可動式巣枠を備えた巣箱や、蜜を絞るための遠心分離器の発明により、近代的な養蜂業が確立した。現在に至るまで養蜂の基本的な手法はラングストロスの方法と変化していない。
アメリカ合衆国では、虫媒花である農作物の受粉を請け負う大規模な養蜂企業もあり、蜂の状態や採蜜の管理にセンサーや人工知能（AI）も導入されている。
2015年、オーストラリアで穴の後ろに採取用の管が付いて継続的に蜂蜜が流れ出すよう設計されたプラスチック製の巣箱（Flow Hive）が開発された。
近代養蜂に貢献した人物
19世紀になると、養蜂を発展させる人間が爆発的に増加した。
- アントン・ヤンシャ（英語版） - スロベニアに住んでいた近代養蜂の先駆者。功績から、誕生日である5月20日は世界ミツバチの日（英語版）となっている[19]。
- フランソワ・ユーベル - 盲目でありながら、助手の協力の下、ミツバチの生態記録を付け、ライフサイクルとコミュニケーション方法についての記録を残した。
- Johann Dzierzon - 数々の実験的な巣箱を設計し、近代に使われる巣箱の原型を作った。
- Moses Quinby - 1873年に蜂除けの燻煙器を発明した[20][21]。

## 養蜂の方法
養蜂では、巣礎と呼ばれる厚板を直方体の箱に8 - 10枚並べる。自然の巣をまねて、巣礎は鉛直面に平行に並んでいる。巣礎はミツバチが巣板を形成する土台となる。形状は縦横比が1対2程度の長方形の中空の木枠にすぎないが、壁面の一つには、蜜蝋とパラフィンを用いた厚紙状の土台を張っておく。土台にはあらかじめ六角形の型が刻まれているため、ミツバチが巣を作る足がかりとして適している。
蜂蜜を貯蔵するのは自然の状態でも養蜂においても巣板の上部に限られており、下部には卵を孵し、幼虫を育てるための領域が存在する。下部には花粉を貯める領域も存在する。ミツバチは、六角柱に蜂蜜を貯めた後、蜜蝋で蓋を貼る。
一種類の花の開花時期のピークはそれほど長くなく、セイヨウミツバチは1か所に集中して蜜を集める習性があるため、特定の花の蜜だけを集め、「xxx花蜂蜜」と言うものを得ることが出来る（アカシア蜂蜜、レンゲ蜜など）。

### 餌
自然の状態では、秋の終わりから春にかけて、花がほとんど存在しない時期には貯蔵した蜂蜜を消費する。春の初めは幼虫が孵化する時期であるため、蜂蜜の量が最も減る時期である。その後、開花が始まり貯蔵量が回復していく。夏季においても、一時的に花が少ない時期があるため、蜂蜜の量が減少する。ニホンミツバチが一回に持ち帰る蜂蜜の量は20mg程度である。冬季には巣の中の餌（蜂蜜）が不足しミツバチが餓死することを防止するため、餌として夏季に採集しておいた蜂蜜や異性化糖などの糖類を与えることが有る。但し、日本養蜂はちみつ協会では蜂蜜ではなく砂糖水を餌として与えることを奨めている。ミツバチは花から採集した花蜜も与えられた餌も同じく巣に貯めるため、活動を再開する春までに残った餌の異性化糖が蜂蜜に混入することとなる。

### 移動養蜂と定置養蜂
養蜂には移動養蜂と定置養蜂の2種類がある。定置養蜂では同じ場所で次々に咲く異なる種類の花の蜜を集める。果樹の受粉目的に定置養蜂が行われることもある。これに対し、移動養蜂は特定の花の開花時期に合わせて国内各地を移動する。しかし、生産コストの増大や養蜂業者の高齢化などの問題により移動養蜂は減りつつあるのが現状である。
移動養蜂では、例えば本州で、レンゲソウ、リンゴ、アカシア（ニセアカシア）、トチノキ、北海道でクローバー、アカシア（ニセアカシア）のように花を追いかけ1カ所15日を目安に点々と長距離の移動をする。

### 採蜜時期

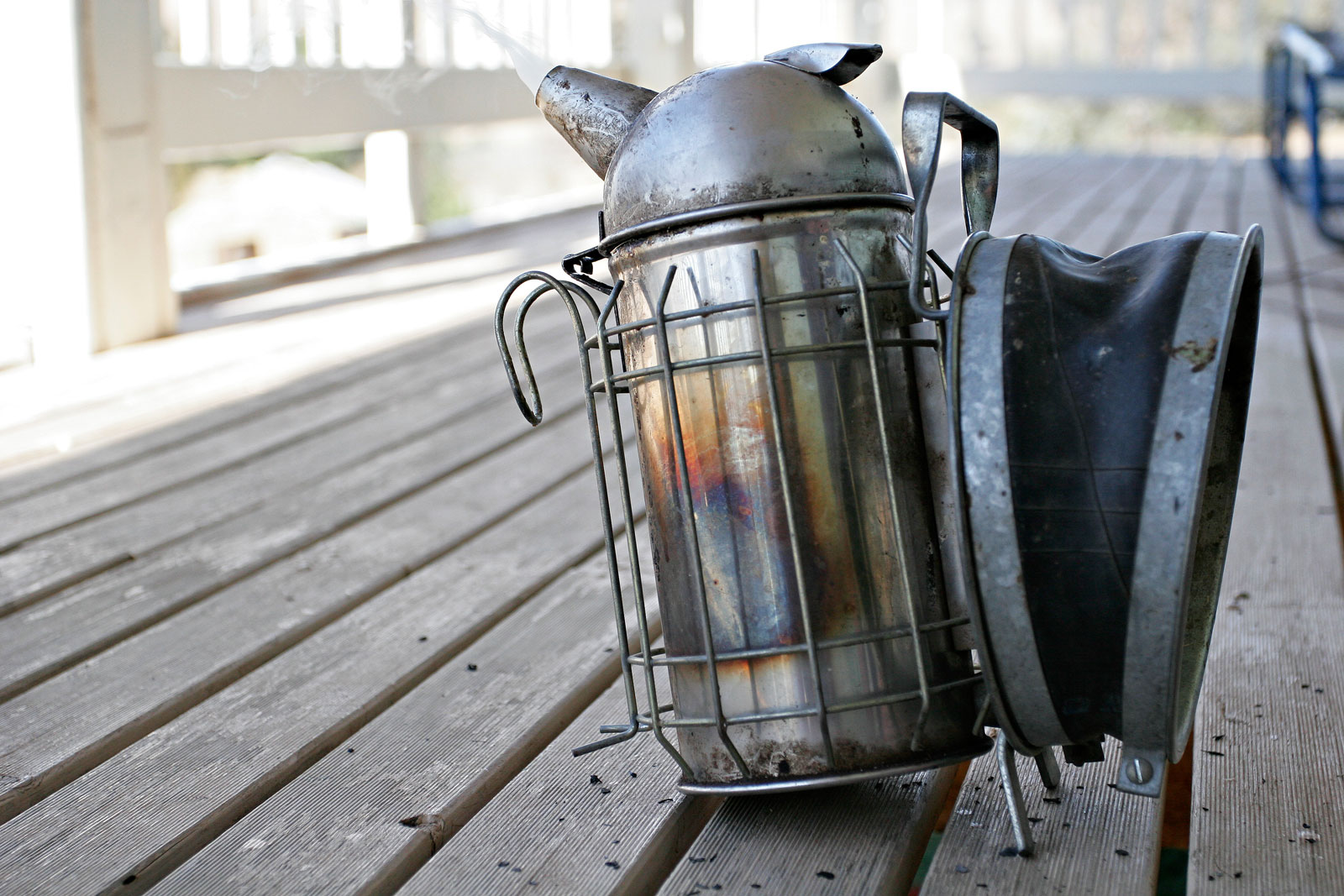
蜂を落ち着かせるために使用する燻煙器

定置養蜂では、年間スケジュールが自然の状態と似ている。ただし、養蜂を営む地域や蜂蜜の対象となる花の種類によって時期は前後する。以下では、日本国内の太平洋沿岸地域を例にとる。
11月から3月の間は巣箱を回収し、室内（越冬庫）に保管する。ミツバチが活動を再開しないように温度や光量を管理する必要がある。4月から5月にかけては女王蜂が卵を産み、3週間後に働き蜂が作業を開始する。養蜂には巣箱当たり2 - 3万匹の働き蜂が必要である。
5月から6月にかけて、巣箱を屋外に配置し、採蜜作業を行う。
共に巣礎が蜂蜜でいっぱいになったら、巣箱に煙を通してミツバチの活動を抑え、遠心分離機を用いて蜂蜜を回収する。6月から11月は休閑期に相当し、ミツバチが回収した蜂蜜は採蜜せず、ミツバチ自身の利用にまかせる。

### ハチに刺されないため
10世紀頃に書かれたビザンツ帝国での農業をまとめたゲオポニカには、牛糞の煙で蜂を巣箱から追い出し、ノビルの雄株の液を体に塗ると良いとされていた。ふいごが付いた燻煙器が開発されたのは19世紀になってからである。
蜂に刺されるのを防ぐため、顔を含めた全身を蓑や厚手布で覆うなどの保護服が現代でも見られる。中世の絵では、顔の部分に円形の皿のようなマスクを付けた頭巾で作業をしている様子が見られる。
熊などの体色のような黒色を避け白などの淡い色の方がよいと考える人もいる。色とともに芳香剤などの匂いにも誘因される傾向がある。
養蜂用とスズメバチなどの駆除用があり、駆除用は生地が厚手となる。駆除用の防護服や駆除機材は多くの自治体で無料貸し出しが行われており、貸し出しの際に注意点が説明される。また、自治体によってはスズメバチ等駆除費補助金制度が行われている場合があり、駆除にかかった費用を補助する制度がある。

## ニセアカシア問題
国内産ハチミツの半分はニセアカシア由来である。従来、レンゲソウが蜜源植物として利用されてきたが、レンゲの作付けが減少しニセアカシアへの依存が高まっている。しかしながら、ニセアカシアが外来生物法の生態系被害防止外来種に挙げられ、全国の養蜂業者による「日本養蜂はちみつ協会」は「アカシアを守る会」を結成しリスト指定に反対をしている。

## ミツバチの不足
ミツバチが突然、巣からいなくなったり、大量に死んだりする蜂群崩壊症候群が起きている。一方でアメリカ合衆国では、健康志向で需要が拡大するアーモンド栽培農家から虫媒花としてのミツバチの利用発注が旺盛で、応じきれない養蜂家が他から巣を盗む事例もある。このため巣箱に全地球測位システム（GPS）を取り付けて追跡できるようにしている養蜂家もある。

## 捕食性天敵

### 動物・鳥類
クマ
滋養な蜂蜜とハチノコは、クマの活動圏に養蜂場が存在すると、クマにとって大変魅力的な餌場となる。
日本国内では、本州日本海側を中心にツキノワグマが、北海道にはヒグマが棲息する。
養蜂場にクマが侵入すると、巣箱を破壊し、分布域で養蜂を行う場合は、ときに養蜂家の人命にも危険が伴うため、クマ対策が必要である。地元自治体や猟友会とともに捕獲用罠を仕掛け、養蜂場と人間は危険な存在であるとクマに十分学習させ、山奥に戻すことが大切である。また、農業用対獣蓄用電気柵でガードするのも効果的である。電気柵を設置するときは、安全対策として、必ず注意書きの看板を設置する。
近年は、クマの出没箇所が人の活動圏まで拡大しており、2023年は過去最悪ペースの被害者数をもたらしている。それまでクマが出没したことの無い地域でも、注意が必要である。
ニホンザル
ニホンザルが見ている場所で巣箱を開ける、ハチミツやハチノコの残留する無駄巣を棄てておくなどすると、サルは蜂児を捕食し、それを学習してしまう。サル用ネットと電気柵を利用し、サルを追い払って作業する。
イノシシ
巣箱を破壊しハチノコを捕食することがある。電気柵もしくは幅2メートル以上の堀を作って対策する。
ツバメ
飛行するミツバチを捕食する。群飛し集団捕食すると、大量の働きバチを損失する。爆音器や大型の風船等の農業用鳥避けは、あまり効果はない。春先は、結婚飛行に出た女王バチをツバメが捕食することがある。ツバメが群れる場所では、交尾を行わせないようにする。

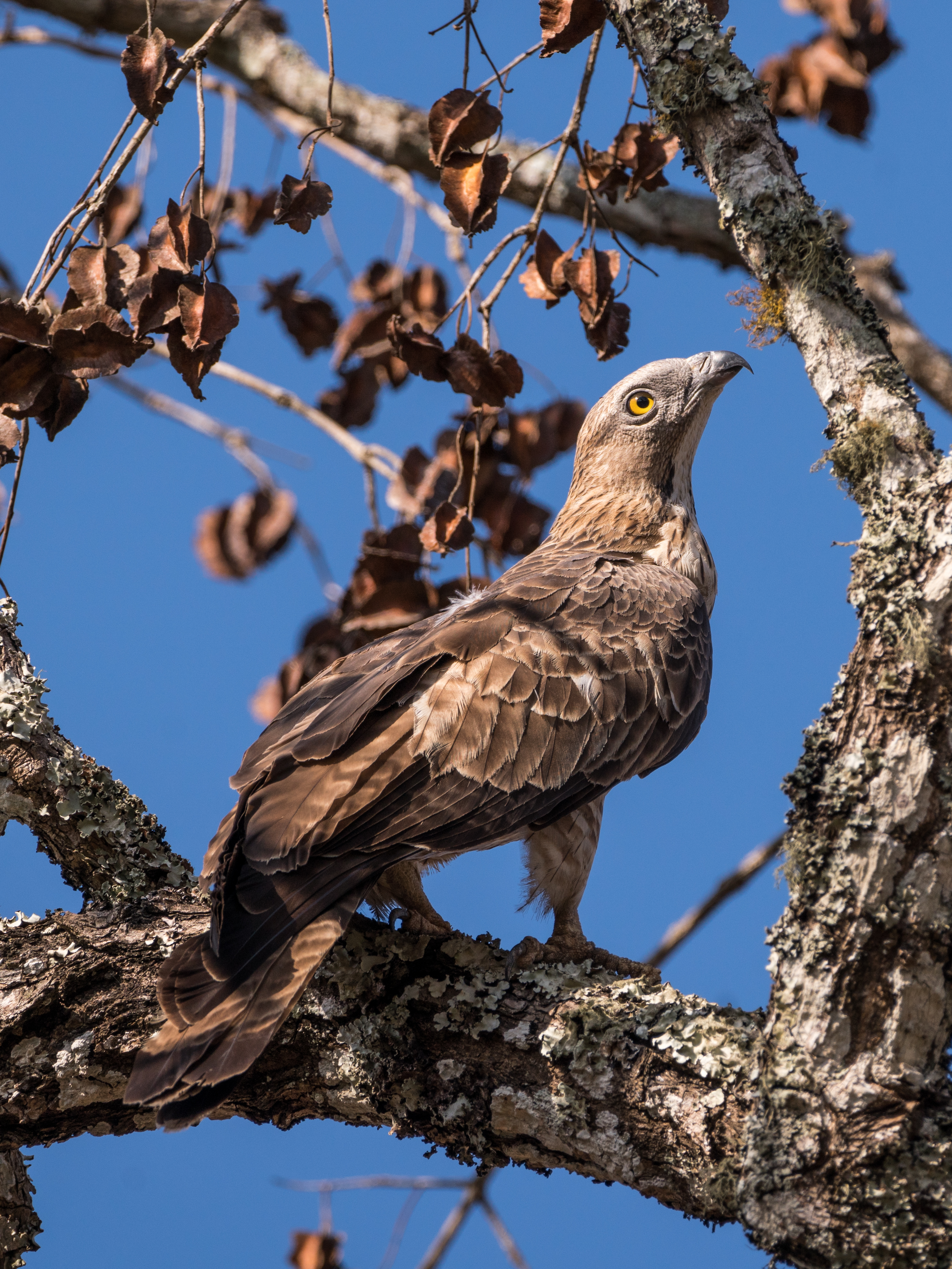
ハチクマ
タカの仲間で、東南アジアからやって来る渡り鳥。ハチノコを捕食する。養蜂場周辺に落ちた巣板のハチノコを食べることがある。底に隙間のある巣箱を使用している場合、まれに、巣箱に頭部を突っ込んで、巣板を破壊し持ち去ることがある。

### 昆虫
スズメバチ
巣およびミツバチ自身に影響する病害虫・天敵として、スズメバチがいる。スズメバチは養蜂の大敵であり、巣を襲って成虫、サナギ、幼虫を問わずエサにして巣に持ち帰る。特にオオスズメバチは数匹 - 数十匹で巣を全滅させる。
スムシ
巣に影響する害虫としてスムシがある。スムシは直接ミツバチを襲うわけではないが、養蜂家からスムシ（巣虫）と呼ばれ嫌われるハチノスツヅリガ等の蛾の幼虫は、蝋（蜜蝋）を原料とした巣を食べて成長する事から、スムシに寄生された巣の多くは全滅することもある。
ミツバチヘギイタダニ
ミツバチに影響する害虫にはミツバチヘギイタダニがいる。腐蛆病、チョーク病、バロア病、ノゼマ病などがある。
メンガタスズメ
巣やハチに直接害を及ぼすわけではないが、スズメガの1種メンガタスズメは花からではなくミツバチの巣から蜜を飲むように体の構造ができているため、頻繁に巣箱を訪ねてくる。

### スズメバチ対策
スズメバチによる被害を防止するため、巣の周辺に次のような対策をとっている。
- ペットボトルを改造し、中にスズメバチを誘引する液体を入れ、この中にスズメバチをおびき寄せる[33]。
- ねずみ捕獲用粘着シートを設置する[31]。
- 虫網で捕獲し、蜂蜜漬け・スズメバチ酒の原料にする[34]。

などがあげられる。

## 日本の法令
日本では、養蜂振興法（昭和30年法律第180号）の規定により、業として蜜蜂の飼育を行う者は、毎年、その住所地を管轄する都道府県知事に、氏名、住所、蜂群数、飼育場所、飼育期間などを届け出る必要がある。更に、多くの都道府県で、施行細則が定められている。

## 趣味としての養蜂
近年では定年退職後の元サラリーマンなど養蜂業に縁のなかった個人が自宅の庭やベランダに設置した巣箱で飼育し、蜂蜜も自家消費する分だけ採るといった「趣味の養蜂」が増えている。
しかし、2006年以降に養蜂愛好家が増加したことに伴い、本職の養蜂業者と愛好家との間で巣箱設置を巡るトラブルが続出したり、愛好家の飼っているミツバチから業者のミツバチに病気が伝染したりするなどのケースが相次ぐようになった。そのため、2013年1月に振興法が改正され、届出義務が愛好家にも拡大された。業者側は改正を歓迎しているが、一部の専門家からは「自治体の匙加減一つで規制されるのは好ましくない」との意見もある。

## 無形文化遺産
2020年にポーランドとベラルーシの「木を利用する養蜂文化」、2022年に「スロベニアの養蜂」がUNESCOの無形文化遺産に登録される。

## 画像

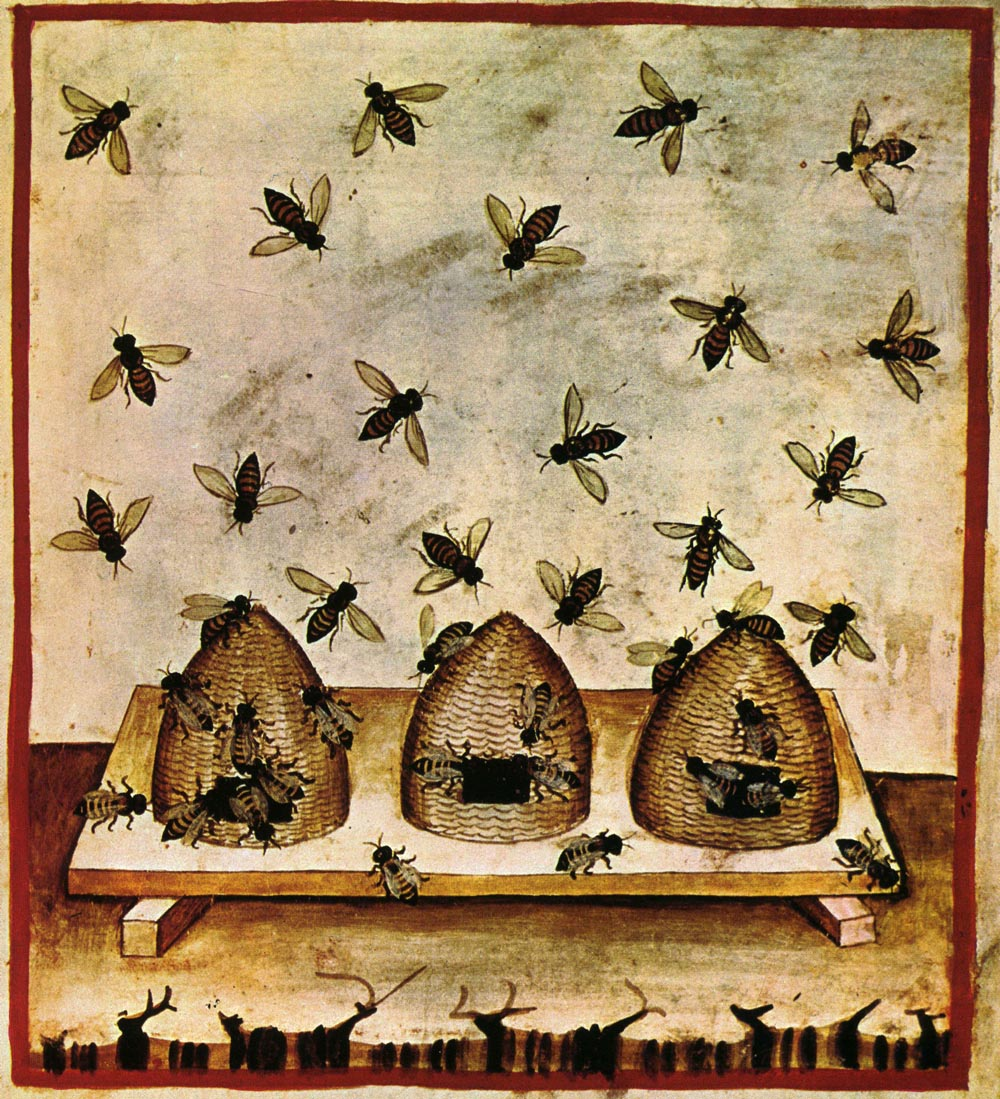
14世紀の『健康全書』に描かれた養蜂の様子
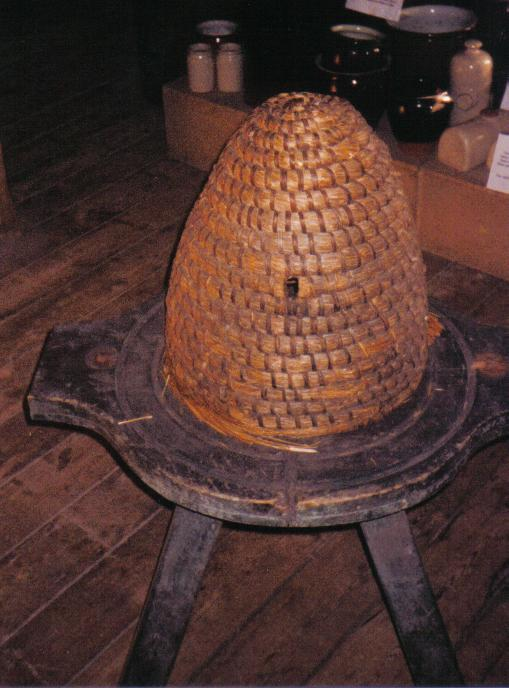
何千年もの間使用された蜂籠。ドイツ語：ビーネンコルブ（ドイツ語版）。
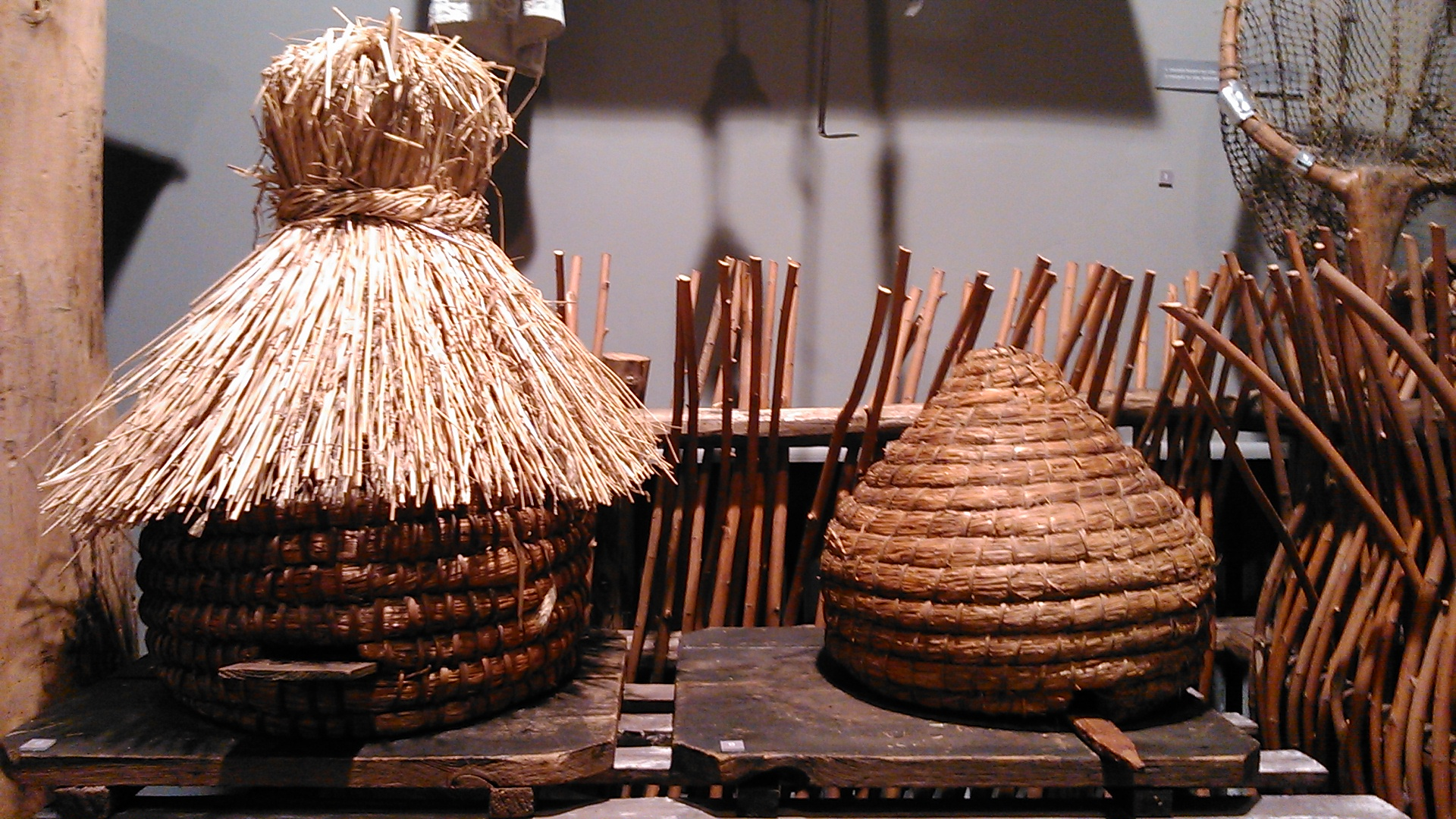
ポーランドのトルン民族誌博物館に展示されている蜂籠
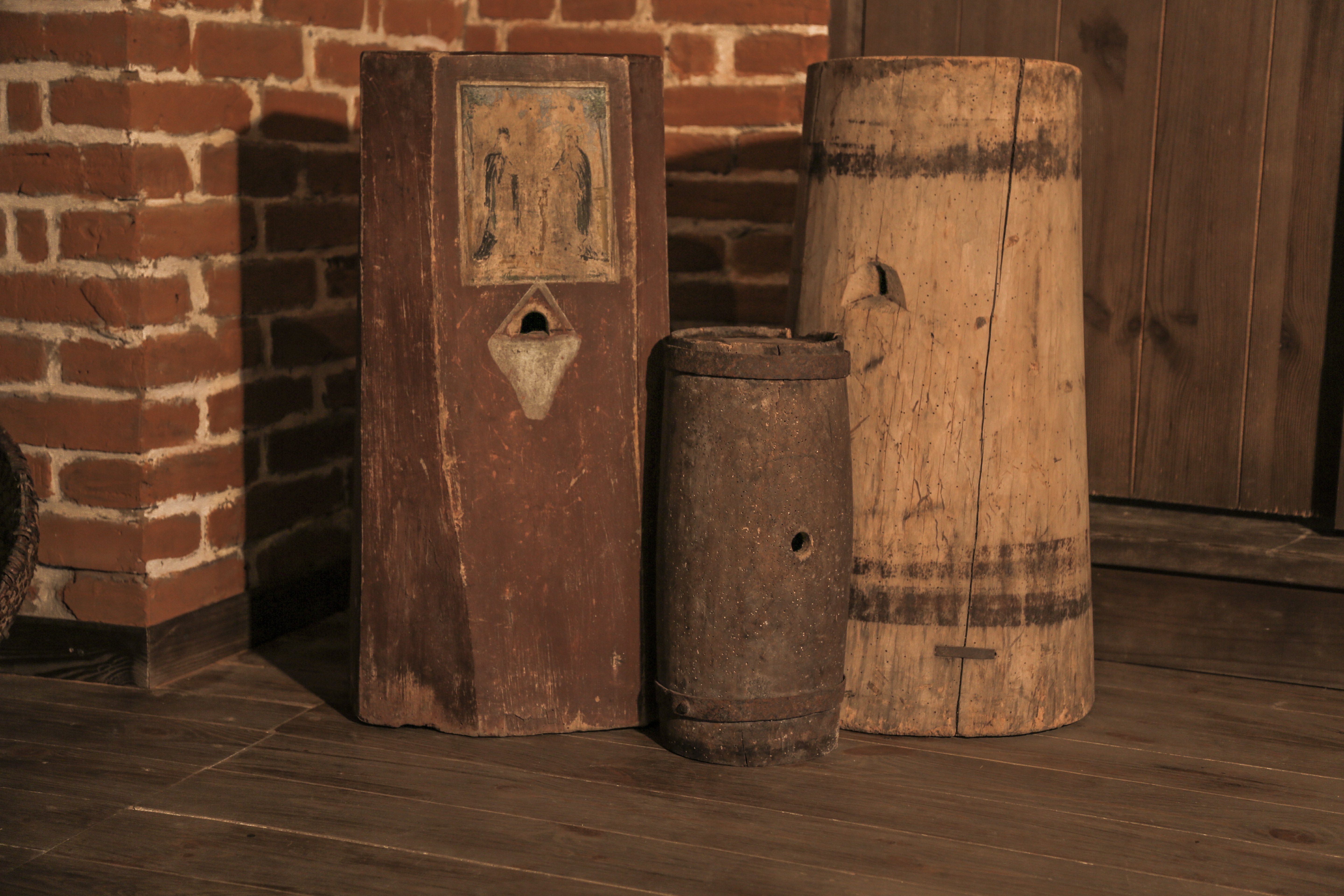
ウクライナで使用されていた巣箱
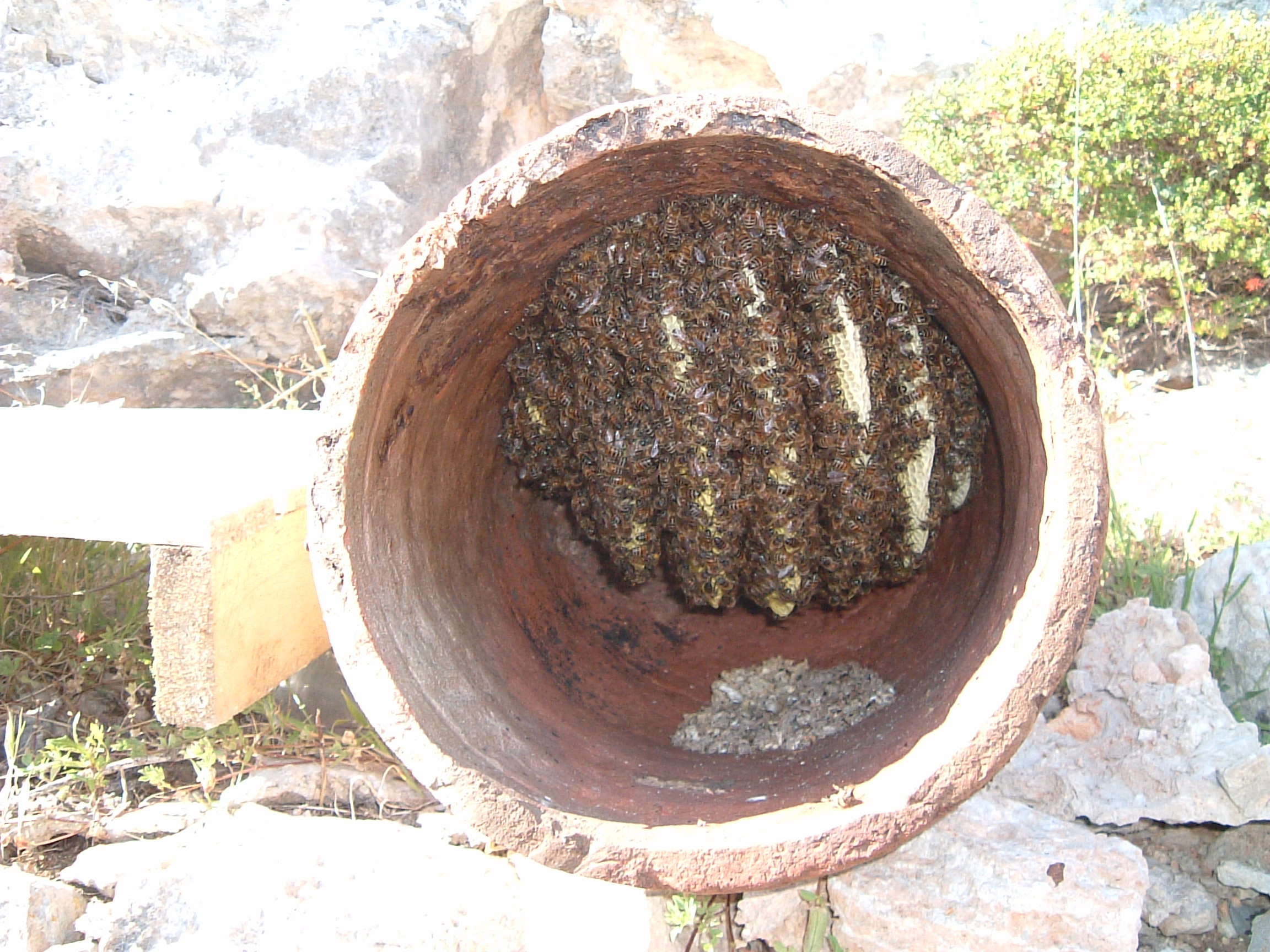
古代ギリシャなど地中海世界で使用されていた陶器製巣箱
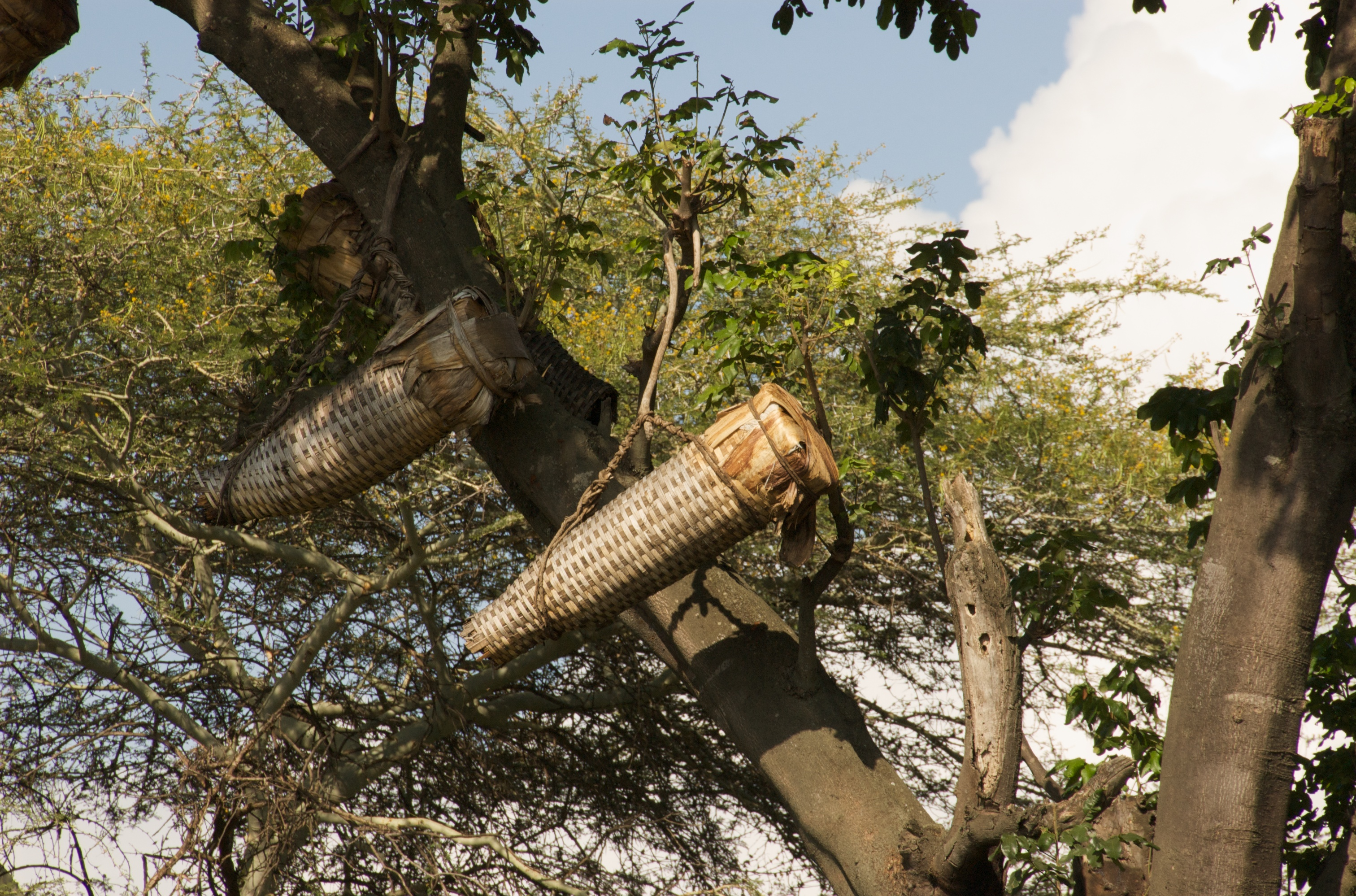
アフリカで多く見られる木に吊るす蜂籠
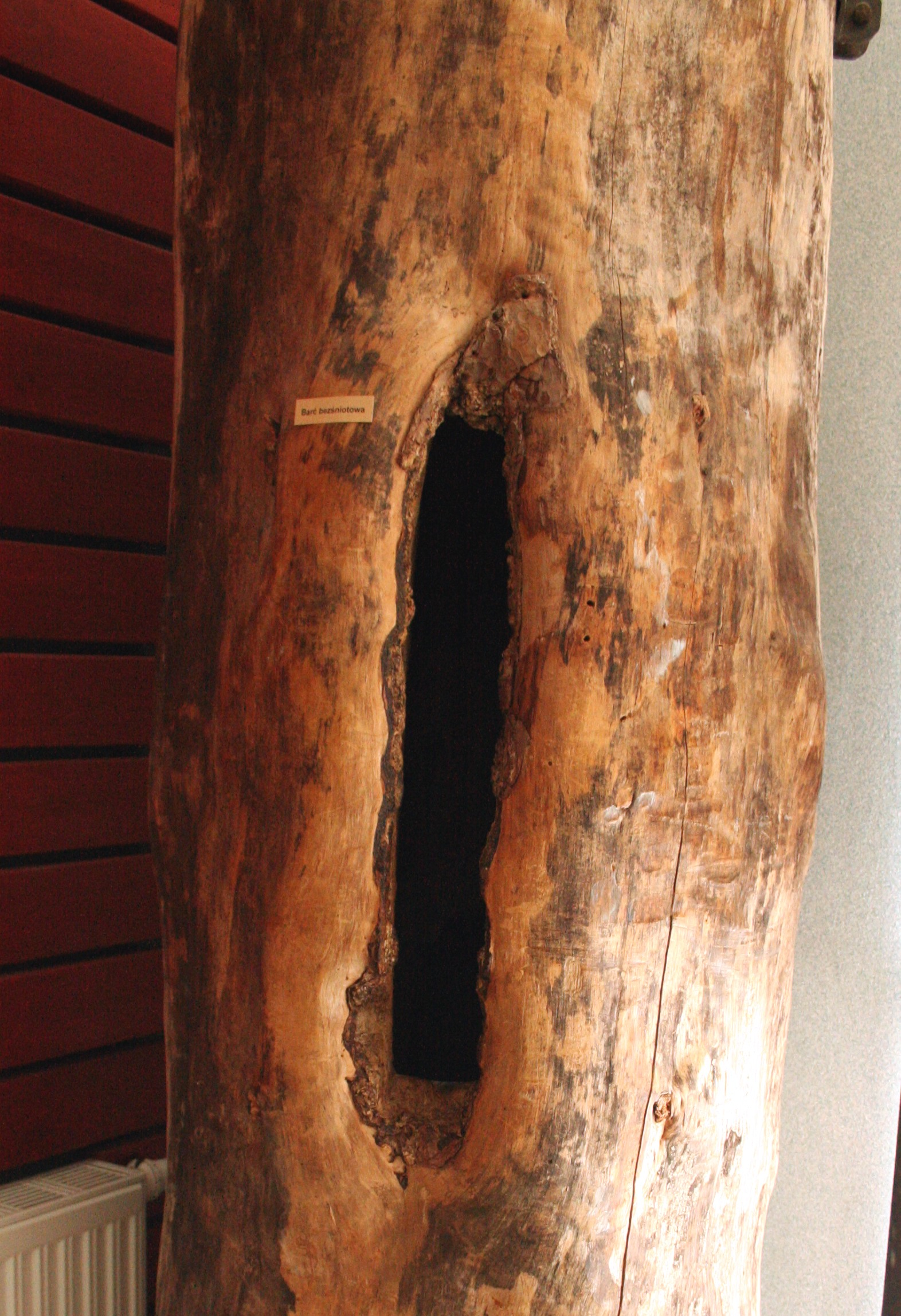
アメリカで gums、ポーランドでは barć という、木のウロを使った巣箱
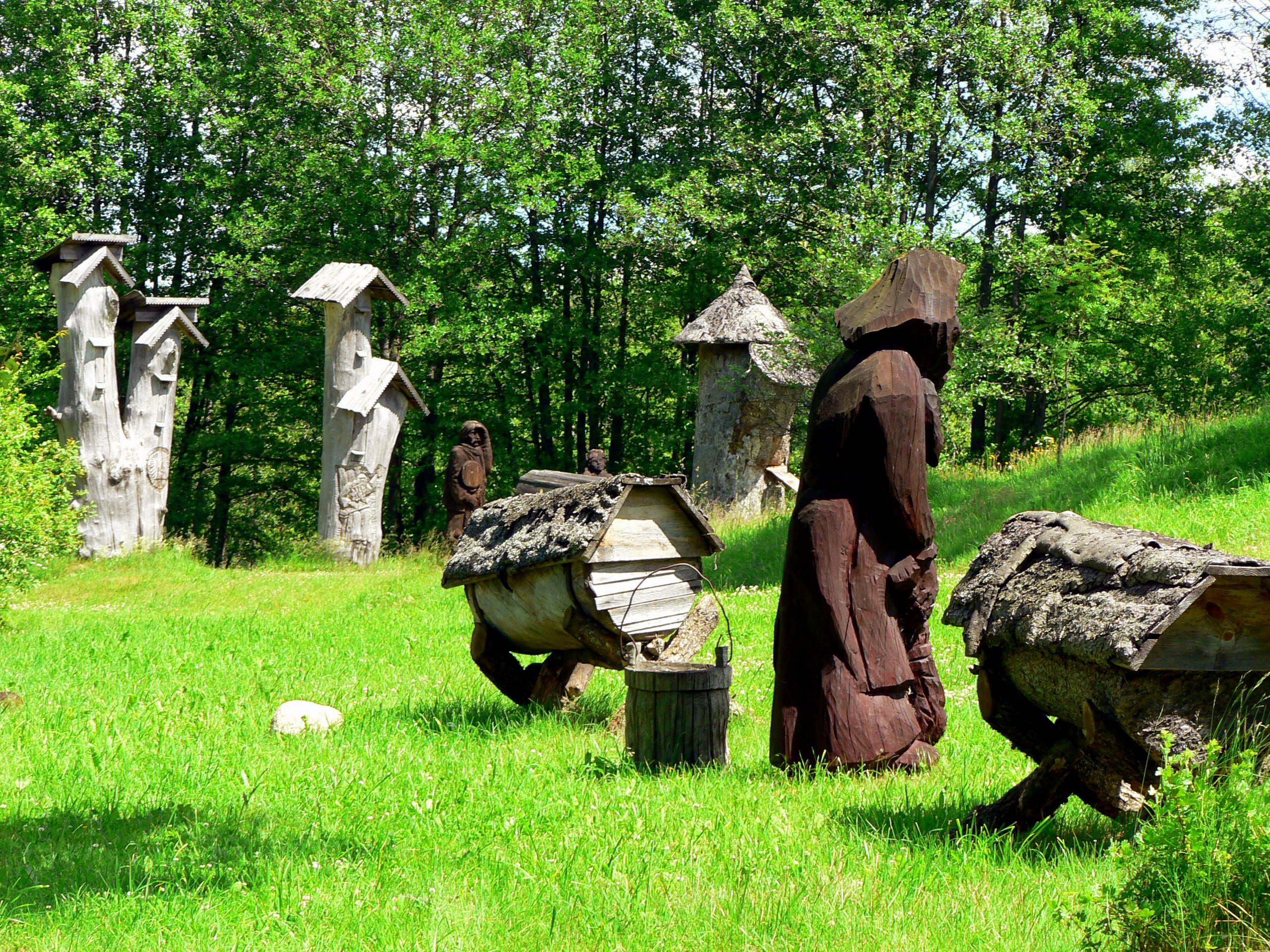
リトアニア古代養蜂博物館（英語版）
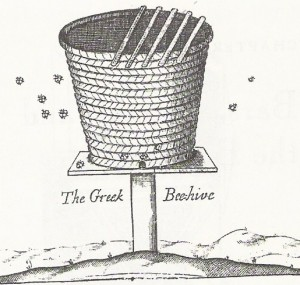
Horizontal top-bar hive（英語版）
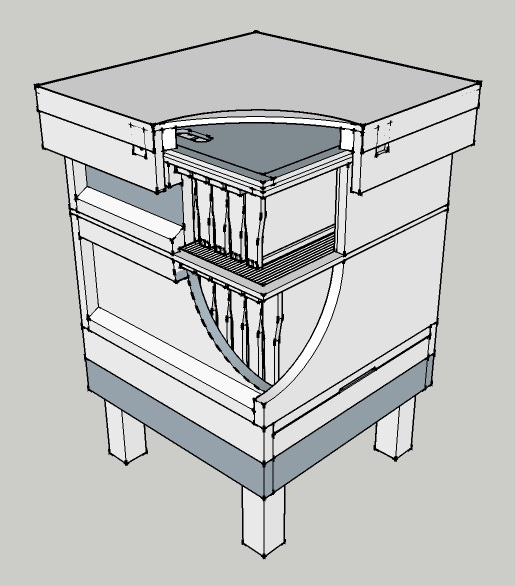
英国規格で定められた特定種の蜂に合わせた養蜂箱
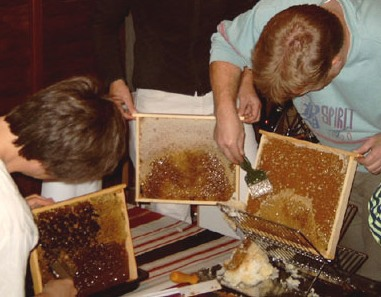
蜂の巣の表面の蜜蝋で作られた蜜蓋を取っている状況
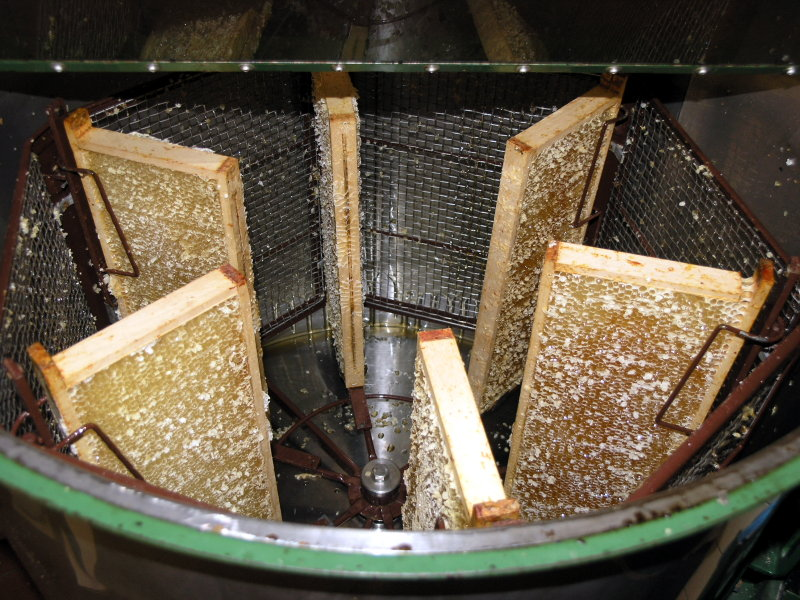
遠心分離機
ドイツのコルプ町の紋章